# Speex
Speex（スピークス） は、VoIPアプリケーションやポッドキャストで使われる自由ソフトウェアの音声圧縮コーデックである。Speex は、特許によるいかなる制限もなく、三条項BSDライセンスでライセンスされている。Oggコンテナフォーマットと共に使ったり、直接 UDP/RTP 上で転送する形で使う事もできる。
Speex は、汎用的な音声圧縮プロジェクトであった Vorbis を補完するものとされていた。
Speex は非可逆圧縮であり、圧縮によって音質が損なわれ、元の音質に戻すことはできない。
開発元のXiph.OrgはSpeexを廃止しており、新しいコーデックであるOpusがすべての面でSpeexを上回るとして、後継として推奨している。

## 概要
他の音声コーデックとは異なり、Speex は携帯電話をターゲットにはせず、VoIP やファイル上の圧縮をターゲットにしている。設計目標は、高品質音声と低ビットレートに最適化されたコーデックであった。このため、このコーデックは複数のビットレートを使い、超広帯域（サンプリング周波数 32kHz）、広帯域（サンプリング周波数 16kHz）、狭帯域（電話レベル、サンプリング周波数 8kHz）をサポートする。携帯電話ではなく VoIP 向けということから、Speex はパケット喪失に耐性があるよう設計されているが、パケットの破損には弱い（UDPはパケットが到達しない可能性はあるが、到達した場合は破損していないことを保証するため）。そのため、Speex の符号化技法としては Code Excited Linear Prediction (CELP) が選択された。CELP が選ばれた理由の1つとして、低ビットレート（DoD CELP では 4.8 kbit/s）から高ビットレート（G.728 では 16 kbit/s）まで利用可能だという点が挙げられる。主な特徴は次の通り。
- オープン標準であり、特許/ロイヤルティーフリーである。
- 狭帯域と広帯域を同じビットストリームに統合。
- 広範囲なビットレート（2 kbit/s から 44 kbit/s）
- 動的ビットレート切り替えと可変ビットレート (VBR)
- 発話区間検出（VAD、VBRと統合）
- 圧縮率が可変
- 32 kHz での超広帯域モード（最大 48 kHz）
- インテンシティステレオ符号化オプション（左右の音量差のみでステレオにする方式）

## 機能
サンプリング周波数
Speex は主に 8 kHz（電話でのサンプリング周波数と同じ）、16 kHz、32 kHz の3種類のサンプリング周波数を対象として設計されている。これらをそれぞれ、狭帯域、広帯域、超広帯域と呼ぶ。
音質
Speex での符号化は音質パラメータで制御され、その値は 0 から 10 の範囲である。固定ビットレート (CBR) の場合、音質パラメータは整数であり、可変ビットレート (VBR) の場合は実数（浮動小数点数）である。
可変計算量
Speex では、エンコーダでの計算量（圧縮率）を変化させることができる。gzip で圧縮率を -1 から -9 で指定するように、1 から 10 の範囲で探索方法を指定することで計算量を制御する。一般に、計算量 1 でのノイズレベルは、計算量 10 のノイズレベルに比べて 1 dB から 2 dB 高いが、計算量 10 の場合のCPU使用量は計算量 1 の場合の約5倍である。実際には計算量 2 から 4 が最もバランスがよいとされるが、人間の声以外の音を扱う場合やリアルタイム性を求められない場合は計算量を大きくする。
可変ビットレート (VBR)
符号化している音声の複雑さに応じて動的にビットレートを変化させる。例えば、母音や波形の振幅が急激に変化する箇所では高ビットレートが必要となるが、摩擦音（さ行など）はビット数が少なくてもよい。このため、VBRは同じ音質であればより低いビットレートを達成できるし、同じビットレートであればより高い音質を達成できる。しかし、VBR にも欠点がある。まず、音質を一定に保とうとした場合、最終的な平均ビットレートがどうなるかを保証できない。次に、VoIPのようなリアルタイム・アプリケーションでは最大ビットレートが通信路の上限よりも低くなければならない。
平均ビットレート (ABR)
ABR は VBR の問題の一部を解決するもので、平均ビットレートを指定してVBRでの音質を調整する。音質とビットレートはリアルタイムで調整されるため、実際に得られる音質は理想的な可変ビットレートでの音質よりも若干悪くなる傾向にある。
発話区間検出 (VAD)
対象とする音声信号が無音となっている区間（背景雑音のみの区間）を検出する。VBRを行っている際は暗黙のうちにVADも行われる。Speex では無音区間を検出すると、背景雑音を再生するのに十分なビット列に符号化する。これを "Confort Noise Generation" (CNG) と呼ぶ。
不連続転送 (DTX)
一定の背景雑音だけの区間について転送を完全に止めてしまう方式。ファイル上では、そのようなフレームを5ビットで表す（つまり、1秒間無音であれば、250ビットで表される）
知覚改良
知覚改良 (Perceptual Enhancement) とはデコーダの機能であり、符号化・復号の過程で生じるノイズを知覚されにくくする。多くの場合、知覚改良によって音声はオリジナルとは違ったものになるが、人間が聴いたときよりよい音質に聞こえる。
アルゴリズム的遅延
コーデックは一般に転送時に遅延を生じる。Speex では、遅延はフレームサイズに比例し、各フレームの処理で必要とされる先読みの量に対応した時間がそれに加算される。狭帯域（8 kHz）での遅延は 30ms だが、広帯域（16 kHz）での遅延は 34ms となる。この遅延時間には符号化・復号にかかるCPU時間は含まれない。

## MIME
Speex のメディアタイプは Ogg に格納される場合は audio/ogg であり、RTP 経由で転送される場合やコンテナがない場合は audio/speex である。IANA登録前は audio/x-speex であった。

## 応用
Speex コーデックの利用は、遠隔会議のようなストリーミングからゲームや音声処理まで広範囲に渡る。例えば、DirectShowフィルタ、Microsoft Windows での NetMeeting、Linux の OpenH323（Ekiga）などがある。Winamp や XMMS プレイヤー向けのプラグインもある。また、foobar2000 も Speex をサポートしている。
Adobe Flash Player は 10.0 からサポートしている。変更可能だが、デフォルトは広帯域(16kHz)の固定ビットレートの20.6kbpsに設定されている。Adobe AIR は 1.5 から利用可能。
マイクロソフトの Xbox Live ではヘッドセットに Speex を使っている。
最新の Half-Life 1 エンジンでは、ゲーム内のVoIP機能として Speex コーデックを使っている。デフォルトでは使われない設定になっており、サーバ管理者による設定が必要である。デフォルトの Miles ビデオコーデックよりも音質がよい。
ジェネラル・ダイナミクス製のアメリカ陸軍の Land Warrior システムでは、レイセオンの設計したEPLRSラジオでのVoIPに Speex を使っている。
シド・メイヤーの Civilization IV では、レナード・ニモイのナレーションを Speex で圧縮している。
VoIPソフト TeamSpeak は3種類のコーデックの1つとして Speex をサポートしている。参加人数に関わらず音質がよいことから、Speex がよく使われる。
Rockbox では音声インタフェースに Speex を使っている。また、Speex ファイルの再生も可能。